# Christer Fällström
Christer Fällström (Härnösand, 1952. augusztus 31. – 2022. október 15.) svéd nemzetközi labdarúgó-játékvezető.

## Pályafutása
1990-ben lett hazája legfelső szintű labdarúgó-bajnokságának játékvezetője. Az aktív nemzeti játékvezetéstől 1999-ben vonult vissza.
A Svéd labdarúgó-szövetség Játékvezető Bizottsága (JB) 1992-ben terjesztette fel nemzetközi játékvezetőnek, a Nemzetközi Labdarúgó-szövetség (FIFA) bíróinak keretébe. A svéd nemzetközi játékvezetők rangsorában, a világbajnokság-Európa-bajnokság sorrendjében többedmagával a 17. helyet foglalja el 3 találkozó szolgálatával. Az aktív nemzetközi játékvezetéstől 1999-ben a FIFA 45 éves korhatárát elérve búcsúzott. 4 válogatott mérkőzésen vett részt.
Az 1998-as labdarúgó-világbajnokság selejtezőin a FIFA JB bíróként alkalmazta.
| Időpont           | Helyszín                     | Mérkőzés típusa           | Mérkőzés      | Eredmény | Nézők száma |
| ----------------- | ---------------------------- | ------------------------- | ------------- | -------- | ----------- |
| 1997. március 29. | Ninian Park Stadion, Cardiff | előselejtező (7. csoport) | Wales–Belgium | 1 : 2    | 14 650      |

Az 1996-os labdarúgó-Európa-bajnokság selejtezőin az UEFA JB játékvezetőként foglalkoztatta.
| Időpont           | Helyszín                       | Mérkőzés típusa           | Mérkőzés               | Eredmény | Nézők száma |
| ----------------- | ------------------------------ | ------------------------- | ---------------------- | -------- | ----------- |
| 1995. április 26. | Lansdowne Road Stadion, Dublin | előselejtező (6. csoport) | Írország–Portugália    | 1 : 0    | 33 500      |
| 1995. május 10.   | Razdan Stadion, Jereván        | előselejtező (2. csoport) | Örményország–Macedónia | 2 : 2    | 5 000       |

Vezetett magyar vonatkozású UEFA-kupa-találkozót is.
| Időpont             | Helyszín                        | Mérkőzés típusa         | Mérkőzés               | Eredmény |
| ------------------- | ------------------------------- | ----------------------- | ---------------------- | -------- |
| 1995. augusztus 22. | Szusza Ferenc Stadion, Budapest | selejtező (2. mérkőzés) | Újpest FC–1. FC Košice | 2 : 1    |

## Sportvezetőként
Aktív pályafutását befejezve a nemzeti és a nemzetközi FIFA/UEFA JB ellenőreként szolgálja a labdarúgást.

## Magyar vonatkozás
Várnai nemzetközi női labdarúgó torna.
| Időpont          | Helyszín              | Mérkőzés típusa                | Mérkőzés                                | Eredmény |
| ---------------- | --------------------- | ------------------------------ | --------------------------------------- | -------- |
| 1991. április 3. | Városi Stadion, Várna | csoportmérkőzés (42. mérkőzés) | Amerika–Magyarország                    | 6 – 0    |
| 1991. április 6. | Városi Stadion, Várna | csoportmérkőzés (44. mérkőzés) | Magyar női labdarúgó-válogatott–Románia | 3 – 1    |